# Frederick Gordon-Lennox
Frederick Charles Gordon-Lennox (ur. 5 lutego 1904, zm. 2 listopada 1989) – brytyjski arystokrata i kierowca wyścigowy, młodszy syn Charlesa Gordon-Lennoxa, 8. księcia Richmond i Hildy Brassey, córki Henry'ego Brasseya. W 1919 roku, po śmierci swojego starszego brata, który zmarł z ran odniesionych podczas walk w Rosji, otrzymał tytuł lord Settrington. W 1928 roku został hrabią Marchii i Kinrary, zaś po śmierci ojca w 1935 roku otrzymał tytuły księcia Richmond, Lennox i Gordon, z prawem do zasiadania w Izbie Lordów.
Pasją Richmonda były wyścigi samochodowe. Zainteresował się nimi podczas studiów w Oksfordzie i postanowił związać z nimi swoją działalność. Po studiach rozpoczął praktykę mechanika samochodowego u Bentleya pod nazwiskiem "Freddie March". Wkrótce jednak rozpowszechniły się plotki na temat jego pochodzenia. Pewnego dnia leżąc pod samochodem usłyszał, jak jeden mechanik mówił do drugiego: Słyszałeś Charlie? Podobno mamy tutaj cholernego lorda!.
W 1929 r. otrzymał pierwszą nagrodę w wyścigu Junior Car Club. W 1930 roku przeszedł do zespołu Austina. Razem z Arthurem Waitem zajął 7. miejsce w wyścigu Double Twelve. W następnym wyścigu osiągnął prędkość 83,42 mil na godzinę. W 1931 r. założył swój własny zespół, M.G. Midgets. Przez następne lata startował w kilku wyścigach i odnosił pewne sukcesy. W końcu zrezygnował z wyścigów i zajął się sprawami organizacyjnymi.
Po II wojnie światowej przebudował lotnisko niedaleko swej rezydencji w Goodwood na tor wyścigowy. Na tym torze swoje pierwsze zwycięstwo odniósł Stirling Moss. Tor ten, otwarty w 1948 r., istnieje do dziś, został w latach 90. zmodernizowany przez wnuka księcia, hrabiego Marchii.
15 grudnia 1927 r. poślubił Elisabeth Grace Hudson. Miał z nią dwóch synów:
- Charles Henry Gordon-Lennox (ur. 19 września 1929, zm. 1 września 2017), 10. książę Richmond, 10. książę Lennox i 5. książę Gordon
- Nicholas Charles Gordon-Lennox (ur. 31 stycznia 1931, zm. 11 października 2004), brytyjski ambasador w Madrycie